# Tom Schilling
Tom Schilling (* 10. února 1982 Berlín, Německo) je německý herec.

## Život
Schilling vyrůstal v Berlíně. Od svých šestí let účinkuje v divadle a v různých filmech a seriálech. V roce 2000 ztvárnil hlavní roli ve filmu Crazy. Jeho pravidelným hereckým partnerem je Robert Stadlober, se kterým hrál v dalších filmech jako Verschwende deine Jugend (2003) nebo Schwarze Schafe (2006). Za film Napola, který vznikl částečně v České republice, vyhrál italský Undine Award. V roce 2006 odjel na rok do New Yorku na studium v herecké škole Lee Strasberg School. Celkem hrál ve více než třiceti filmech. Je držitelem různých filmových cen jako Bambi nebo Bayerischer Filmpreis.

## Filmografie
- 1988: Stunde der Wahrheit
- 1996: Hallo, Onkel Doc!
- 1998: Der heiße Genuss
- 1999: Tatort – Kinder der Gewalt
- 1999: Schlaraffenland
- 2000: Crazy
- 2000: Der Himmel kann warten
- 2001: Tatort – Tot bist Du!
- 2001: Herz im Kopf
- 2002: Fetisch
- 2002: Mehmet
- 2002: Das Schlitzohr
- 2002: Schlüsselkinder
- 2002: Weil ich gut bin
- 2002: Weichei
- 2003: Verschwende deine Jugend
- 2004: Agnes und seine Brüder
- 2004: Egoshooter
- 2004: Kurz – Der Film
- 2004: Napola
- 2005: Die letzte Schlacht
- 2005: Tatort – Wo ist Max Gravert?
- 2006: Elementarteilchen
- 2006: Der Feind im Inneren (Joy Division)
- 2006: Schwarze Schafe
- 2006: Wigald
- 2007: Pornorama
- 2007: KDD – Kriminaldauerdienst
- 2007: Neben der Spur
- 2007: Einfache Leute
- 2007: Warum Männer nicht zuhören und Frauen schlecht einparken
- 2008: Robert Zimmermann wundert sich über die Liebe
- 2008: Tatort - Der frühe Abschied
- 2008: Mordgeständnis
- 2008: Der Baader Meinhof Komplex
- 2009: Mein Kampf
- 2009: Bloch – Tod eines Freundes
- 2010: Ken Folletts Eisfieber
- 2010: Tatort – Am Ende des Tages
- 2010: Ich, Ringo und das Tor zur Welt
- 2011: Polizeiruf 110 – Die verlorene Tochter
- 2011: Tatort – Auskreuzung
- 2012: Oh Boy
- 2012: Ludwig II.
- 2012: Das Adlon. Eine Familiensaga
- 2013: Hai-Alarm am Müggelsee
- 2013: Unsere Mütter, unsere Väter
- 2013: Woyzeck (2013)
- 2014: Who Am I – Kein System ist sicher
- 2014: Posthumous
- 2014: Suite française
- 2015: Woman in Gold